# Пфаффинг (Розенхайм)
Пфаффинг (нем. Pfaffing) — община в Германии, в земле Бавария.
Подчиняется административному округу Верхняя Бавария. Входит в состав района Розенхайм.
По данным на 31 декабря 2015 года:
- территория — 3538,76 га;
- население — 3963 чел.;
- плотность населения — 111,99 чел./км²;
- землеобеспеченность с учётом внутренних вод — 8929,50 м²/чел.

С 1 января 1994 года община входит в состав административного сообщества Пфаффинг.

## Население
По оценке на 31 декабря 2015 года население общины составляет 3963 человек.
| Дата      | 1840 | 1871 | 1900 | 1925 | 1939 | 1950 | 1961 | 1970 | 1987 | 2011 |
| --------- | ---- | ---- | ---- | ---- | ---- | ---- | ---- | ---- | ---- | ---- |
| Население | 1193 | 1223 | 1387 | 1562 | 1497 | 2416 | 2004 | 2221 | 3051 | 3856 |

| Год       | 1960 | 1970 | 1980 | 1990 | 2000 | 2009 | 2010 | 2011 | 2012 | 2013 | 2014 | 2015 |
| --------- | ---- | ---- | ---- | ---- | ---- | ---- | ---- | ---- | ---- | ---- | ---- | ---- |
| Население | 2240 | 2453 | 2905 | 3260 | 3722 | 4007 | 3954 | 3888 | 3840 | 3884 | 3942 | 3963 |